# Radicaal 45
Van de in totaal 214 Kangxi-radicalen heeft radicaal 45 de betekenis kiem en scheut. Het is een van de eenendertig radicalen die bestaat uit drie strepen.
In het Kangxi-woordenboek zijn er 38 karakters die dit radicaal gebruiken.

## Karakters met het radicaal 45

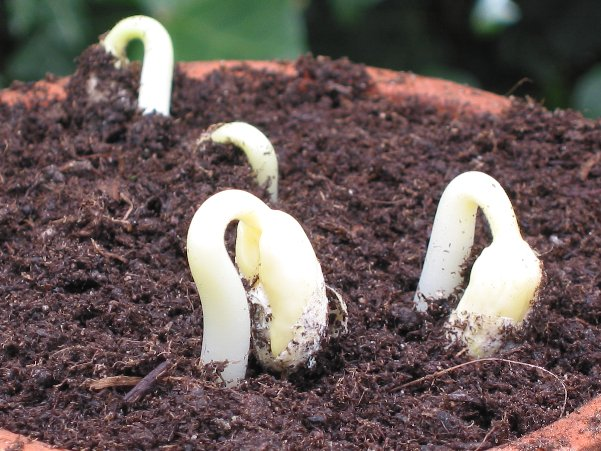
Kiemende sperziebonen.

| Strepen | Karakter |
| ------- | -------- |
| + 0     | 屮       |
| + 1     | 屯       |
| + 3     | 屰       |

Bronskarakter
Groot zegelkarakter
Klein zegelkarakter